# Mahmoud Hosseini Zad
Œuvres principales
- Asseman, kipp-e abr (Le ciel, plein des nuages), 2013
- Asseman-e khis (Le ciel mouillé), 2012 (traduction)
- In barf key amade... (Quand est-ce que cette neige est tombée), 2011
- Alice, 2009 (traduction)

Mahmoud Hosseini Zad , née le 8 avril 1946 à Firuz Kuh, en Iran, est le plus éminent traducteur iranien de la littérature contemporaine d'expression allemande. Il est aussi écrivain, interpréteur et maître de conférences.
À 20 ans, il alla à Munich pour étudier la science politique à l'Université Louis-et-Maximilien. Après qu'il revint en Iran, il commença au début à travailler comme traducteur chez Radio-Télévision d’Iran, IRIB. Puis, il commença simultanément à enseigner l'allemand dans des écoles de langues et à l'Université de Téhéran, l'Université Azad et l'Université Tarbiat Modarres. En même temps, il publia deux collections des nouvelles. 
Il traduisit les œuvres de Bertolt Brecht, Friedrich Dürrenmatt, Judith Hermann, Ingo Schulze, Uwe Timm, Peter Stamm, Julia Franck.
Le 28 août 2013, la Médaille Goethe fut décernée à Hosseini Zad.

## Invitation par le Centre Dürrenmatt Neuchâtel
En avril 2015, le Centre Dürrenmatt Neuchâtel organisa une lecture et une discussion avec Mahmoud Hosseini Zad dans le cadre du Printemps culturel. Il parla de la popularité de Dürrenmatt en Iran, son travail comme un traducteur et il lut de ses traductions. Il dit dans une interview avec Schweizer Radio und Fernsehen des œuvres de Dürrenmatt en Iran:

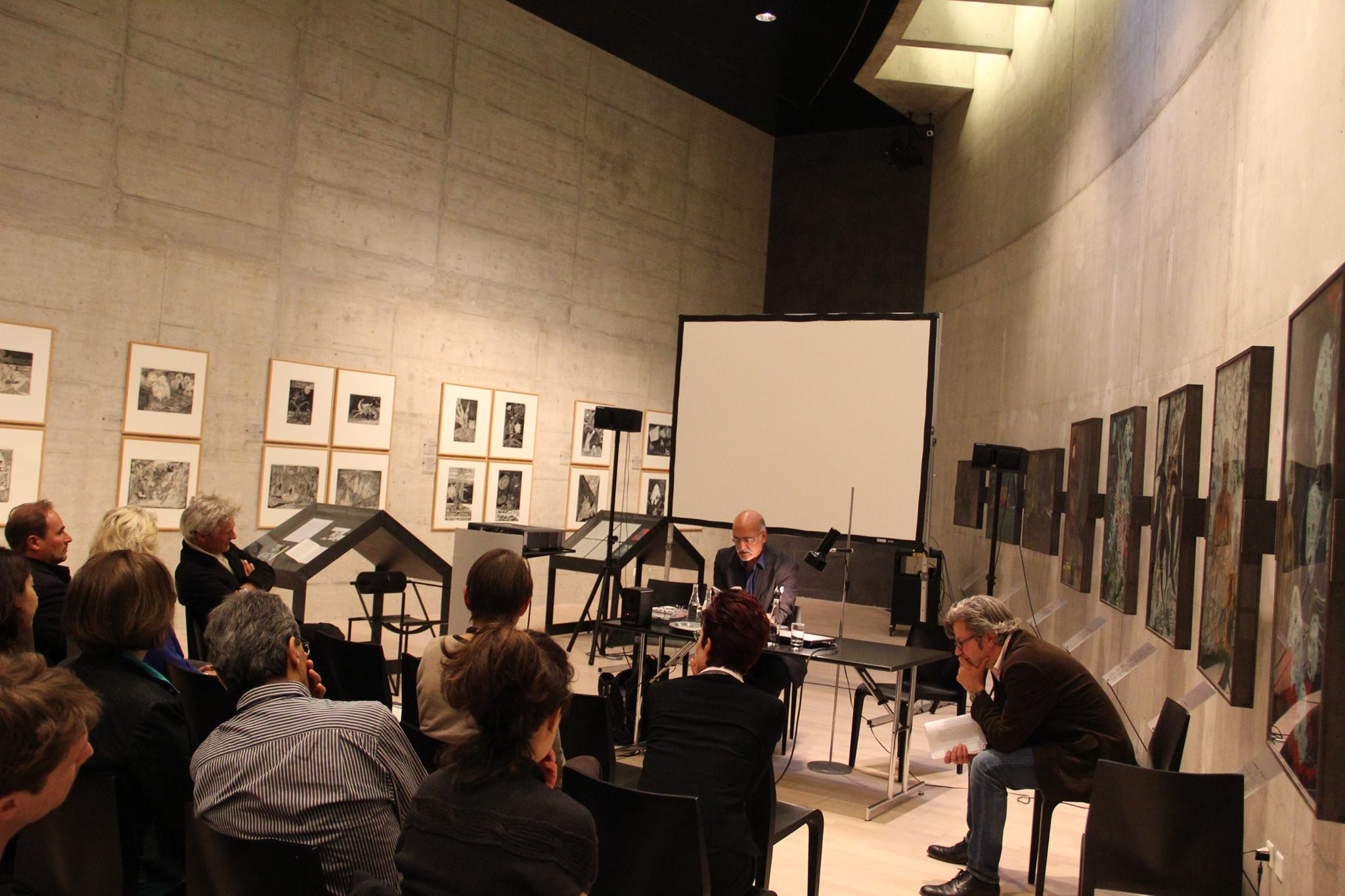
Mahmoud Hosseini Zad dans le Centre Dürrenmatt Neuchâtel

« Dürrenmatt est très célèbre et populaire en Iran comme un philosophe pessimiste, qui a une vue ironique et amère… le régime de l'Iran a le talent de tout interpréter à sa manière. Elle voit Dürrenmatt comme un critique de la capitalisme de l'Occident, particulièrement quand il écrivit de la bombe atomique. Dürrenmatt critique l'Occident… Ces méchants et la lutte contre les méchants. C'est le thème de Dürrenmatt. L'homme et l'histoire et philosophie. Ce sont chez Dürrenmatt, mais nous sommes fascinés le plus par l'image philosophique de Dürrenmatt. Les Iraniens aiment la philosophie,. »

## Traductions
- Genet, Jean: Les Nègres, Pièce de théâtre, le titre de la traduction: Siabarzangiha, Téhéran, 2017
- Hermann, Judith: Aller Liebe Anfang, Roman, le titre de la traduction: Avval-e Acheghi, Téhéran, 2015
- Wustmann, Gerrit: Grüngewandt, poèmes en deux langues, le titre de la traduction: Sabzpuch, Bremen, 2014
- Widmer, Urs : Herr Adamson, le titre de la traduction: Agha ye Adamson, 2014
- Schulze, Ingo: Handy, le titre de la traduction: Mobile, 2014
- Hermann, Judith; Özdamar, Emine Sevgi; Schlink, Bernhard; Schulze, Ingo; Stamm, Peter: nouvelles des plusieurs œuvres, le titre de la traduction: Asseman-e khis (Le ciel mouillé), Téhéran, 2012
- Stamm, Peter: Agnes, le titre de la traduction: Agnes, Téhéran, 2009
- Hermann, Judith: Alice, le titre de la traduction: Alice, Téhéran, 2009
- Krösinger, Hans Werner: Nach Hause kommen, le titre de la traduction: Bazgacht be vatan, Téhéran, 2009
- Timm, Uwe: Am Beispiel meines Bruders, le titre de la traduction: Massalan baradaram, Téhéran, 2008
- Hermann, Judith, nouvelles de: Sommerhaus später et Nichts als Gespenster, Le titre de la traduction: In souy-e roudkhane, Téhéran, 2007
- Dürrenmatt, Friedrich: Das Versprechen, le titre de la traduction: Ghol, Téhéran, 2008
- Dürrenmatt, Friedrich: Der Verdacht, le titre de la traduction: Sou-e zan, Téhéran, 2006
- Lange, Hartmut: Italienische Novellen, le titre de la traduction: Hemayat az hitch, Téhéran, 2005
- Ostermaier, Albert: Erreger, le titre de la traduction: Virus, Téhéran, 2005
- Berg, Sibylle; Franck, Julia; Hermann, Judith; Schulze, Ingo: nouvelles des plusieurs œuvres des écrivains, le titre de la traduction: Gozaran e rouz (Passer du jour), Téhéran, 2005
- Böll, Heinrich; Handke, Peter; Kafka, Franz; Kant, Hermann; Mann, Thomas; Meckel, Christoph et autres, nouvelles, le titre de la traduction: Maghbaredar o marg, Téhéran, 2005
- Dürrenmatt, Friedrich: Der Richter und sein Henker, le titre de la traduction: Ghazi o djalladach, Téhéran, 1991, l'édition révisée, 2006
- Brecht, Bertolt: Baal, le titre de la traduction: Baal, Téhéran, 2001
- Brecht, Bertolt: Im Dickicht der Städte, le titre de la traduction: Dar djangal-e chahr, Téhéran, 2001
- Brecht, Bertolt: Trommeln in der Nacht, le titre de la traduction: Seday-e tabl dar shab, Téhéran, 2001
- Brecht, Bertolt: Einakter, le titre de la traduction: Tak pardeiha, Téhéran, 1979
- Gorky, Maxime: Über Kinderliteratur. Aufsätze und Äußerungen, le titre de la traduction: Darbare-ye Adabiyat-e Koudakan, Téhéran, 1978

## Ses propres œuvres
- Bist zakhm e kari (Vingt blessure) - roman, Téhéran, 2017
- Sarach ra gozacht rouy-e Felez-e sard, az kochtan o raftan (Il mit sa tête sur du métal froid - de tuer et quitter) - nouvelles, Téhéran, 2015
- Asseman, kipp-e abr (Le ciel, plein des nuages) – nouvelles, Téhéran, 2013
- In barf key amade... (Quand est-ce que cette neige est tombée) – nouvelles, Téhéran, 2011
- Siahi-ye tchasbnak-e chab (L'obscurité en plomb de nuit) – nouvelles, Téhéran, 2005
- Tagarg amad emsal bar san-e marg (Cette année, il grêle comme la mort) – pièce, Téhéran, 1997
- Nahade sar gharibane be divar (Comme une inconnue, elle appuie sa tête contre le mur) – pièce, Téhéran, 1996